# Versal
| Versal |
| --- |
| Skillnaden mellan gemener (övre raden) och versaler (undre raden). - Betydelse – "större" bokstavsform (i motsats till gemen, "liten bokstav") - Alternativa ord – "stor bokstav", majuskel - Bakgrund – från tyskans Versal[ie], eftersom första ordet i en versrad förr alltid inleddes av en versal |

Versaler, vardagligt stora bokstäver, är den "större" varianten av alfabetets bokstäver i tryckt text (exempelvis A, B, C, ...), i motsats till gemener.

## Beskrivning
De skiljer sig från kapitäler, som är stora bokstäver av samma fysiska storlek som gemener, eller som det heter på fackspråk: "versaler på gemen x-höjd". På engelska kallas versaltillståndet för upper case, ’övre lådan’, eftersom vid handsättning de versala typerna förvarades i den övre av två typkaster. (I den undre förvarades de gemena typerna, lower case.)

### Versal siffra
Både bokstäver och siffror har versala typformer. I de flesta sammanhang i tryck och på webben används versala siffror. De gemena siffrorna är mindre vanliga på Internet av bland annat tekniska orsaker.

### Majuskel
I handskrifter används istället ordet majuskel (pluralis majuskler). Motsatsen till en majuskel är i detta fall en minuskel (pluralis minuskler).
I latin användes ursprungligen uteslutande majuskler (se dock romersk kursivskrift). I de skrifter som inte gör någon skillnad på små och stora bokstäver, till exempel uncialskrift, används ett så kallat universalalfabet. Halvuncialskrift är en minuskelskrift men uppfattas på grund av alla sina korta uppstaplar och underhäng som majuskelskrift.

### Kapitäl
En mindre variant av versaler är kapitäler. Detta är versaler som används vid textsättning, där versalerna i ordet är satta med samma höjd som grundformerna i motsvarande gemena bokstäver. I likhet med versaler står de på textens baslinje, och alla bokstäverna har samma höjd.

## Etymologi
Benämningen versal kommer från tyska språket. Det syftar på att det första ordet i en versrad förr i tiden alltid inleddes av en versal. I tyskan stava(de)s ordet antingen Versal eller Versalie. Ordet versal finns i svensk skrift sedan 1525.